# Nuss (Fleisch)

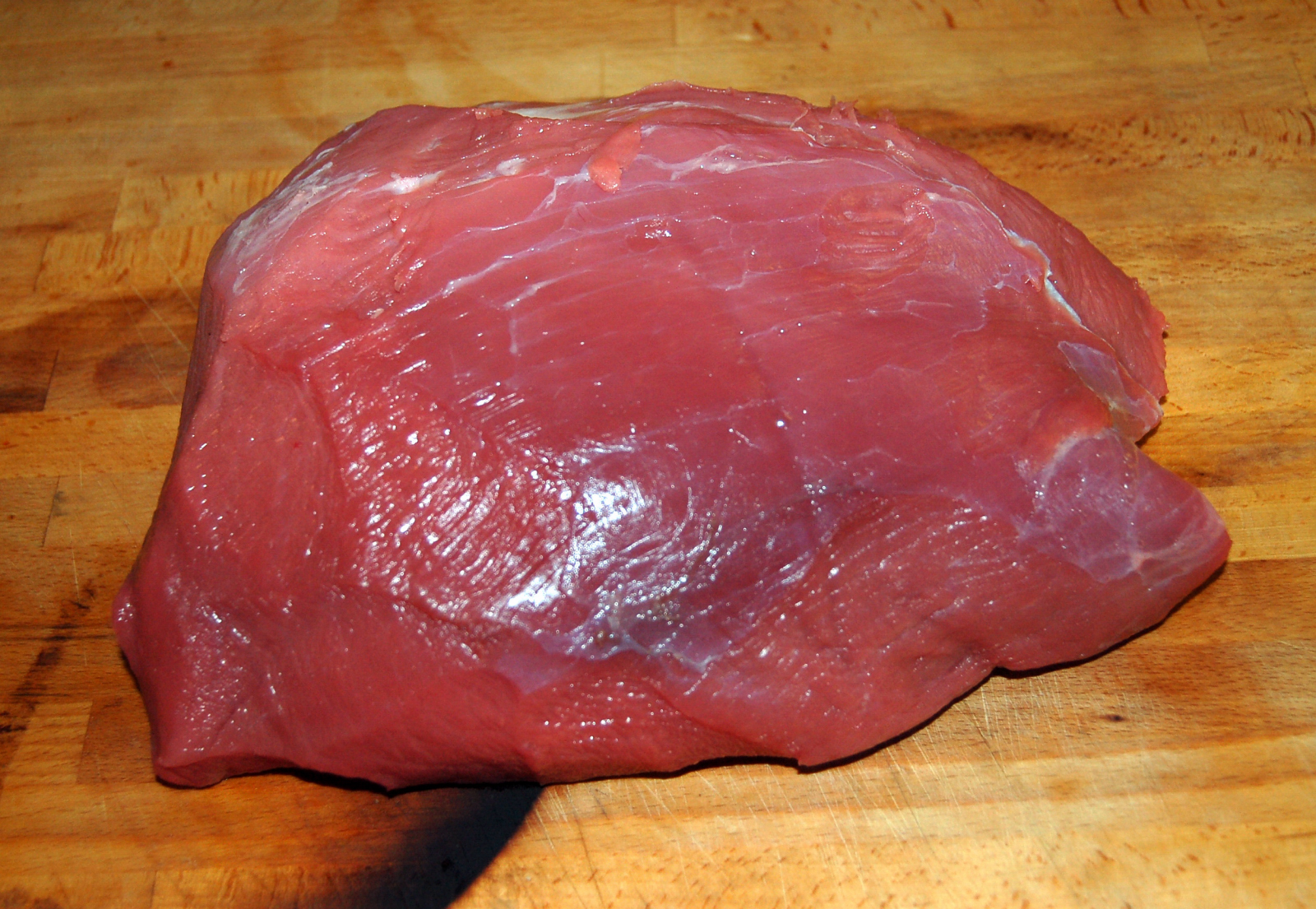
Kalbsnuss

Die Nuss, auch Kugel oder Blume genannt, ist ein Teil aus der Keule von Rind, Kalb oder Schwein. Die anatomische Bezeichnung lautet Musculus rectus femoris.

## Rind
In Österreich wird es wie in der Schweiz Nuss, in Deutschland dagegen Kugel genannt. Dort werden zudem drei fest zusammenhängende Teilstücke als "Runde Nuss", "Flache Nuss" und "Nussdeckel" unterschieden.
Aufgrund des sehr mageren Fleisches gehört sie zu den hochwertigen Teilen des Rinds. Sie eignet sich, um daraus Steaks zu schneiden, zum Dünsten, für Braten, Fondues und Ragouts.

## Kalb
Im deutschsprachigen Raum wird das Stück unterschiedlich bezeichnet. In der Bundesrepublik Deutschland bezeichnet man es laut DLG als Kugel, in der DDR verwendete man den Namen Nussstück. In Österreich und der Schweiz wird es als Nuss bezeichnet. Umgangssprachlich sind auch Rose und Kaiserteil üblich. Als besonders zartes und saftiges Teilstück des Kalbs eignet es sich wegen seiner geringeren Größe besonders für Braten- oder Schmorgerichte und findet Verwendung bei der Zubereitung von Schnitzeln, Medaillons, Fondues, Ragouts.

## Schwein
Im deutschsprachigen Raum bezeichnet man das Fleischstück als Nuss. Sie gilt als besonders feinfaseriges, saftiges und fettarmes Teilstück des Schweins, aus dem Schnitzel, Medaillons und Steaks geschnitten werden, und eignet sich zudem für Braten, Geschnetzeltes und Ragouts.